# Forstenrieder Allee

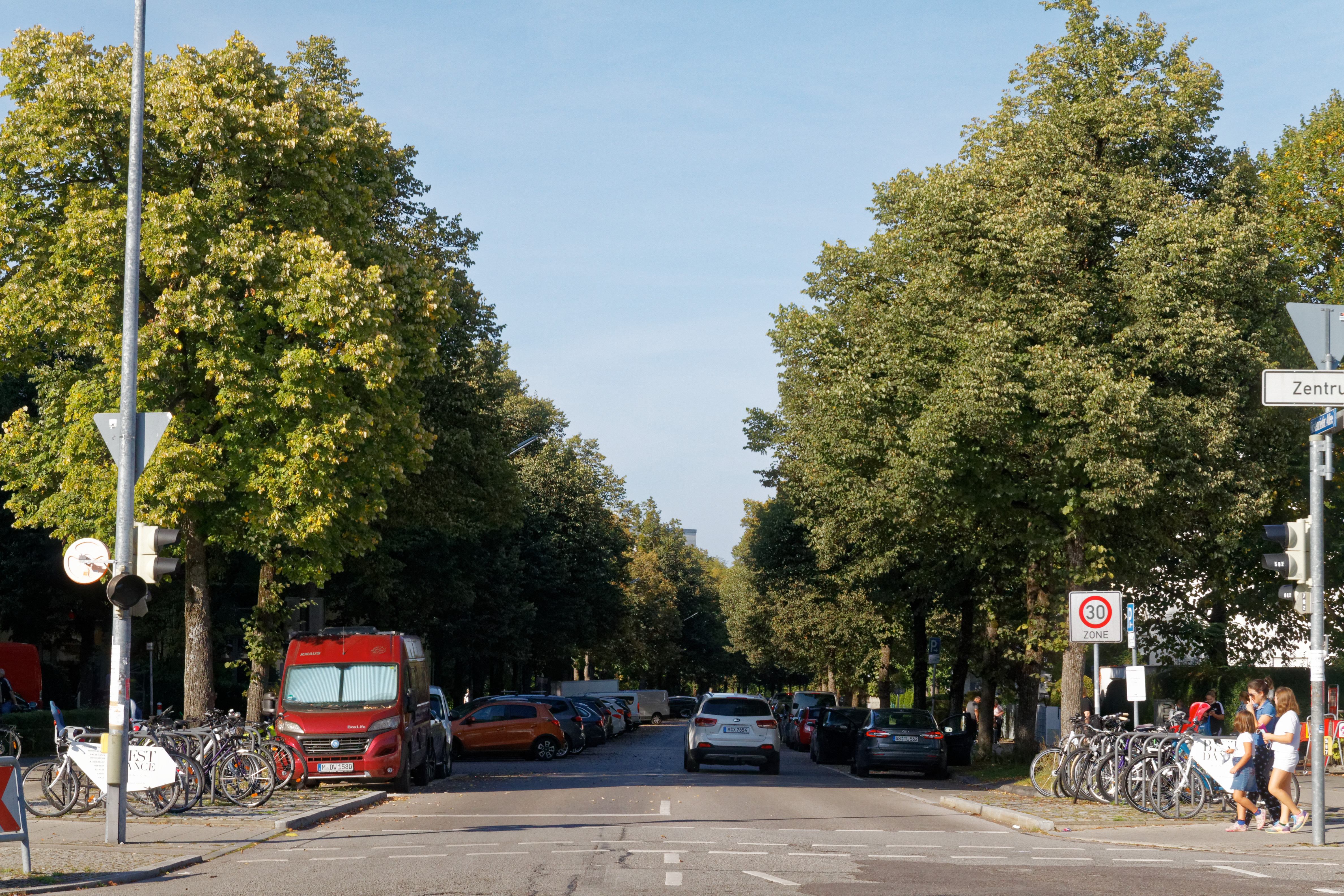
Forstenrieder Allee nördlich der Züricher Straße

Die Forstenrieder Allee ist eine Innerortsstraße in München. Die Allee liegt im Münchner Stadtbezirk 19 Thalkirchen-Obersendling-Forstenried-Fürstenried-Solln und führt durch die Stadtteile Fürstenried und Forstenried.

## Geschichte
Die Forstenrieder Allee war ursprünglich die Hauptstraße des Straßendorfes Forstenried, nach dem sie auch benannt ist. Sie führte durch den historischen Ortskern Forstenrieds hindurch und kreuzte dort die Verbindungsstraße zwischen Solln und Neuried, die heute dem Straßenzug Herterichstraße/Liesl-Karlstadt-Straße entspricht.
Die Straße bildete einen Teilabschnitt der historischen Ausfallstraße von München nach Starnberg, Weilheim und weiter nach Garmisch und Innsbruck. Diese Straße, ursprünglich Forstenrieder Straße genannt, begann am Harras in Untersendling und führte auf der Trasse der heutigen Albert-Roßhaupter-Straße und der heutigen A 95 zum Kreuzhof (Lage), wo sie nach Süden abbog. Der Abschnitt zwischen Forstenried und Starnberg war 1910 eine der beiden am stärksten frequentierten Landstraßen in ganz Bayern. Zu den Olympischen Winterspielen 1936 wurde die Straße zwischen München und Garmisch-Partenkirchen ausgebaut und erhielt den Namen Olympiastraße. 
Bereits seit den 1920er Jahren war geplant, die Ausfallstraße um Forstenried herum zu führen. Verwirklicht wurden diese Planungen jedoch erst von 1951 bis 1953. Die neue Umgehungsstraße wurde von Kreuzhof aus in der Sichtschneise von Schloss Fürstenried bis kurz vor das Schloss geführt und knickte dort nach Süden ab. Südlich des historischen Ortskerns Forstenrieds stieß sie wieder auf ihre ursprüngliche Trasse. Von 1964 bis 1967 wurde diese Umgehungsstraße zur Autobahn ausgebaut, der heutigen Bundesautobahn 95 (A95) nach Garmisch-Partenkirchen. Dadurch verlor die Forstenrieder Straße ihre ursprünglichen Anschlüsse am Anfang und Ende der Straße. Die verbliebene Strecke zwischen Kreuzhof und Unterdill wurde in Forstenrieder Allee umbenannt.

## Verlauf

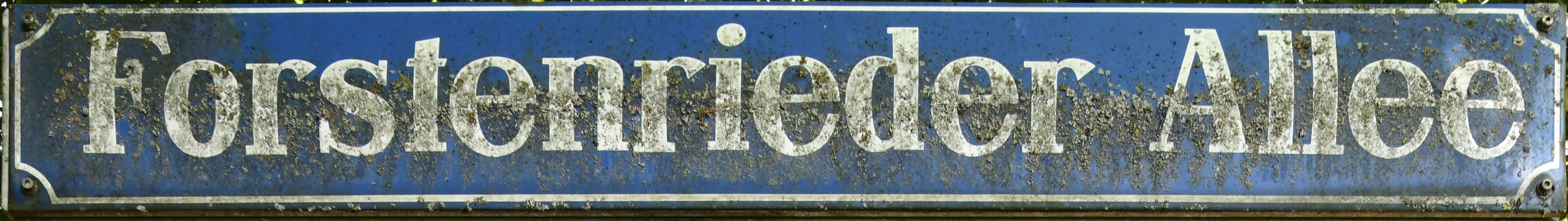
Eines der etwa 30 Straßenschilder

Die Straße beginnt als Sackgasse nahe der Anschlussstelle Kreuzhof der A95 (Lage) und führt von da aus nach Süden. Bis zur Kreuzung mit der Züricher Straße führt sie zwischen den Siedlungen Fürstenried Ost und Kreuzhof hindurch. An dieser Kreuzung liegt der Bahnhof Forstenrieder Allee der U-Bahn München.
Etwa einen Kilometer weiter südlich mündet die von Obersendling kommende Stäblistraße von Nordosten her in die Allee. Im stumpfen Winkel zwischen den beiden Straßen liegt die Grundschule an der Forstenrieder Allee. Gegenüber der Einmündung liegt unbebautes Gelände, das für die Verlängerung der Stäblistraße bis zur Anschlussstelle Fürstenried der A95 freigehalten worden war. Das Projekt wurde jedoch nach der Ablehnung des Planfeststellungsverfahrens 2013 durch die Regierung von Oberbayern vom Münchner Stadtrat nicht weiterverfolgt.
Südlich der Einmündung beginnt der historische Ortskern Forstenrieds. Die Straße führt an der Kirche Heilig Kreuz, dem ehemaligen Forsthaus und dem Gasthof Alter Wirt vorbei zur Hauptkreuzung des historischen Forstenrieds. Von hier aus führt die Herterichstraße in Richtung Osten nach Solln und die Liesl-Karlstadt-Straße in Richtung Westen zur Anschlussstelle Fürstenried der A95 und weiter nach Neuried.
Südlich des alten Ortskerns verläuft die Forstenrieder Allee weiter nach Süden bis zum Ortsteil Unterdill (Lage) an der Stadtgrenze. Dort geht sie in die Staatsstraße 2056 über, die nach etwa 500 Metern die A95 unterquert und parallel zu dieser zum Starnberger Ortsteil Wangen führt.

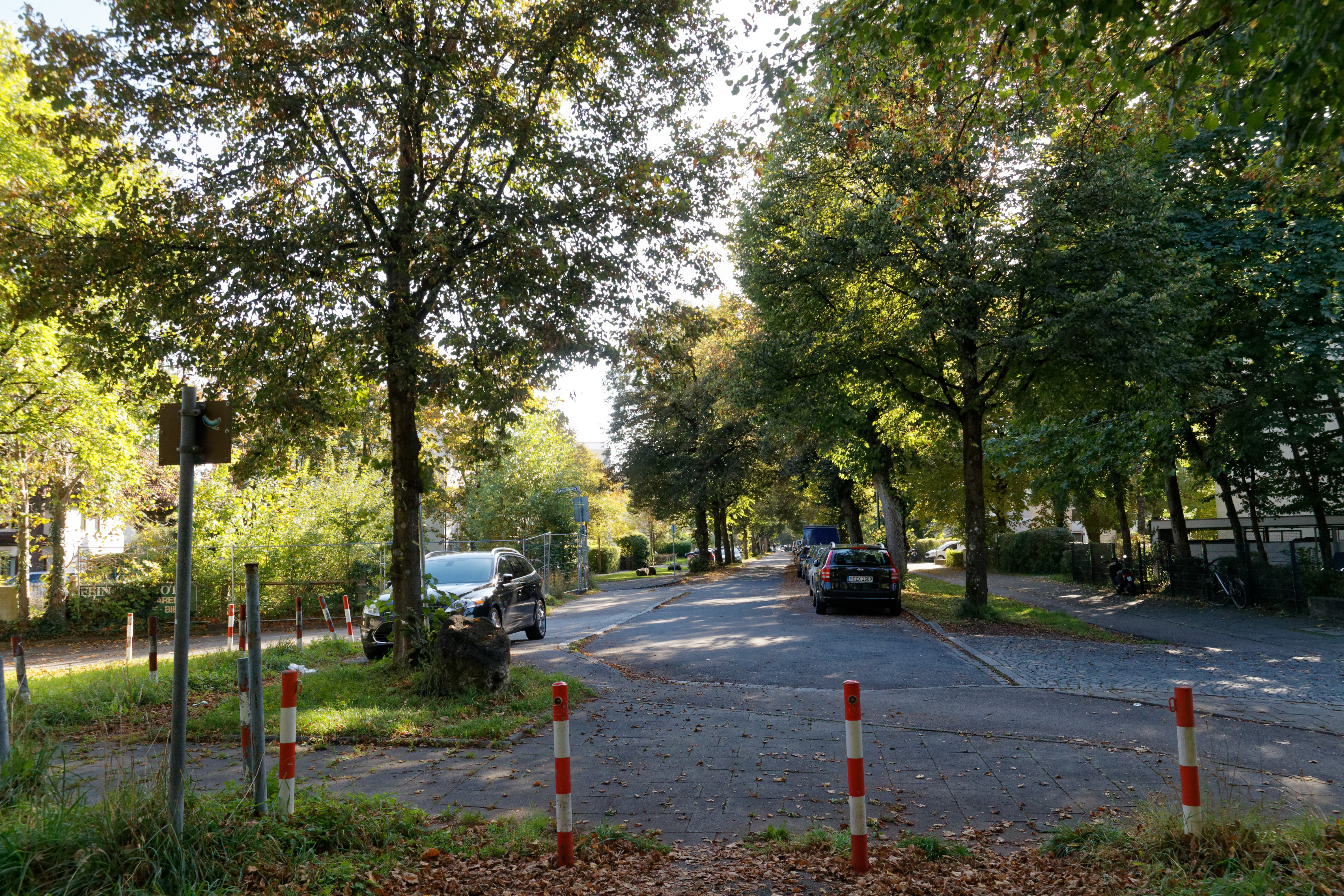
Beginn
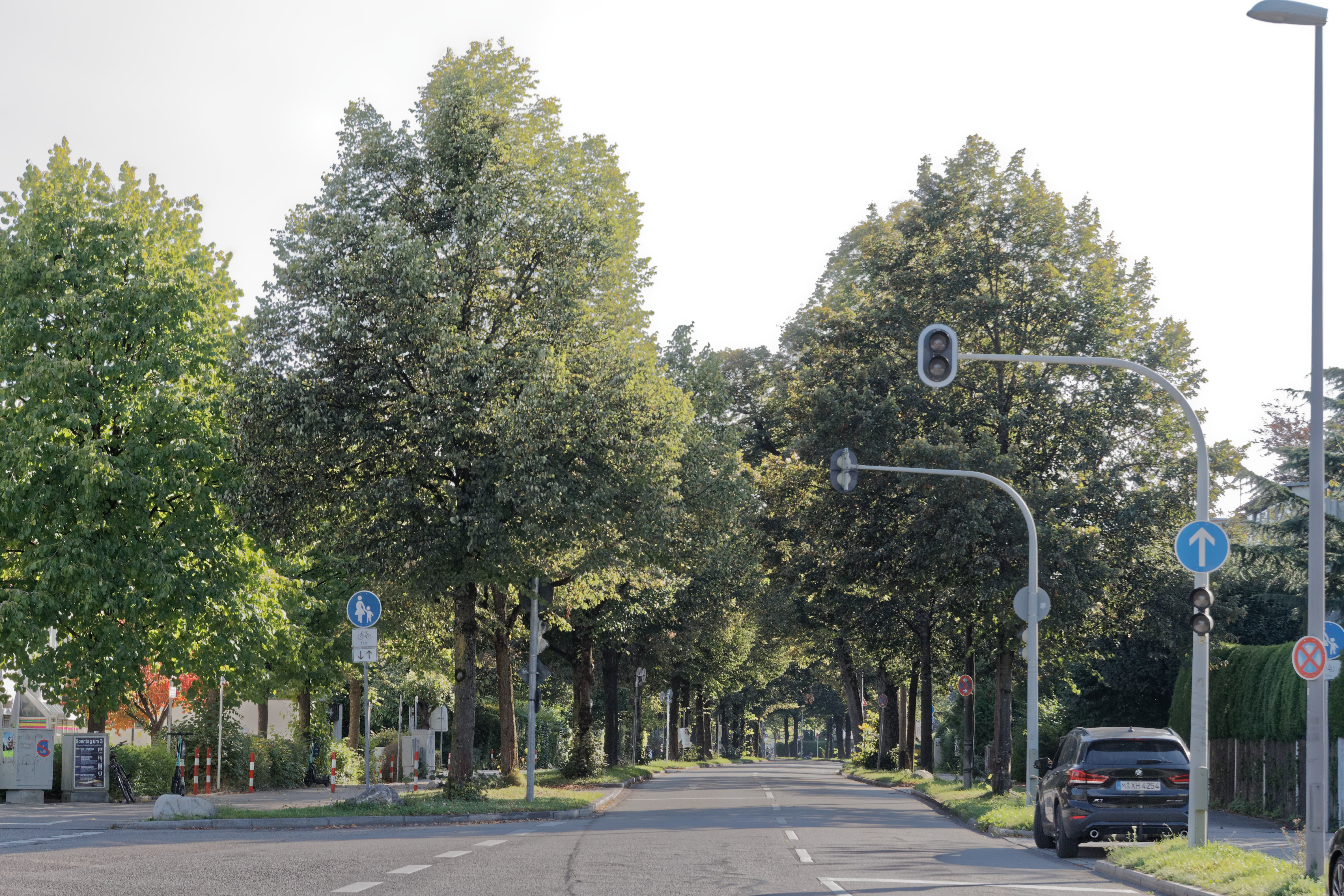
Südlich der Züricher Straße
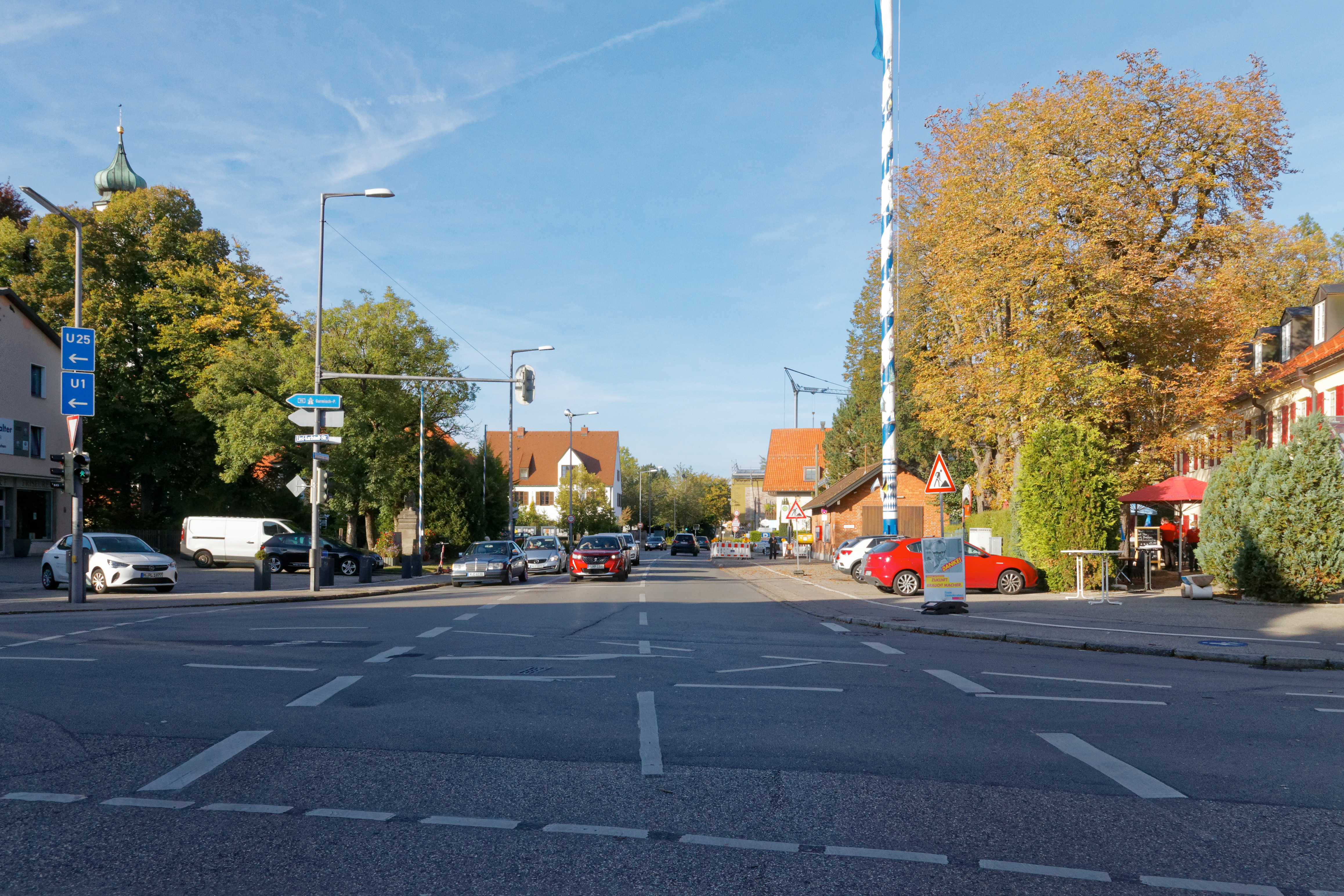
Im Ortskern Forstenried
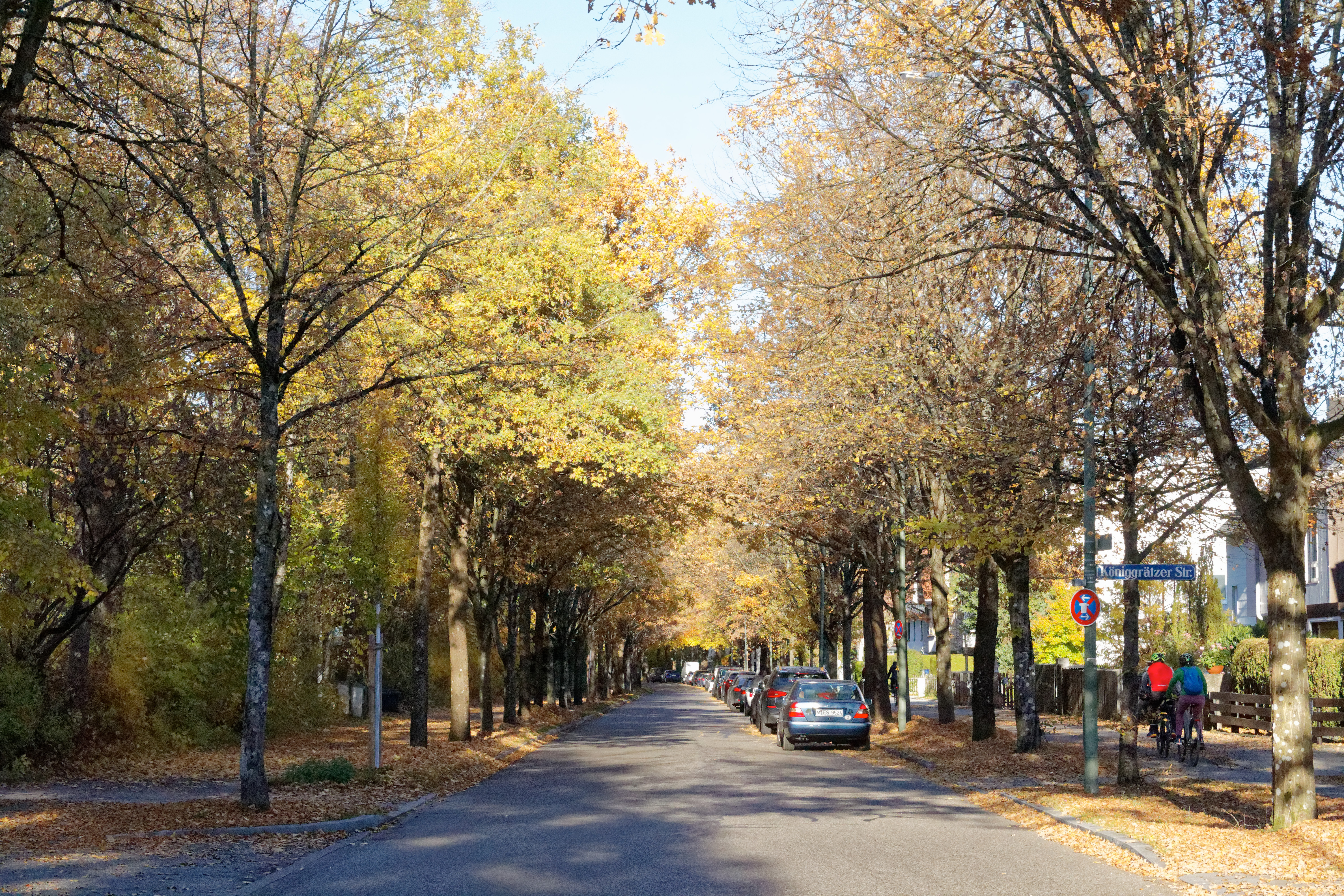
Südlich des Ortskerns
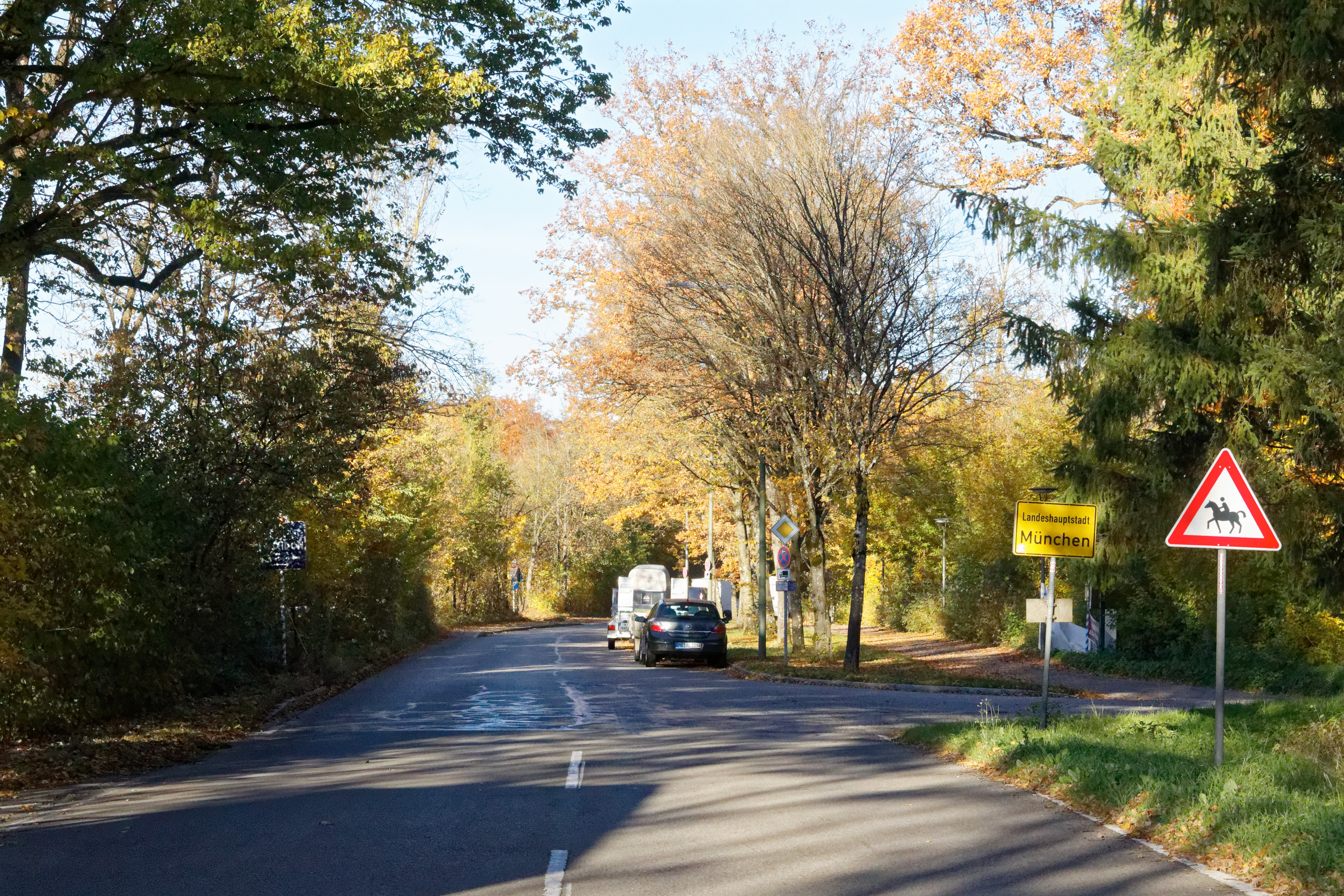
Ende an der Stadtgrenze

## Beschreibung

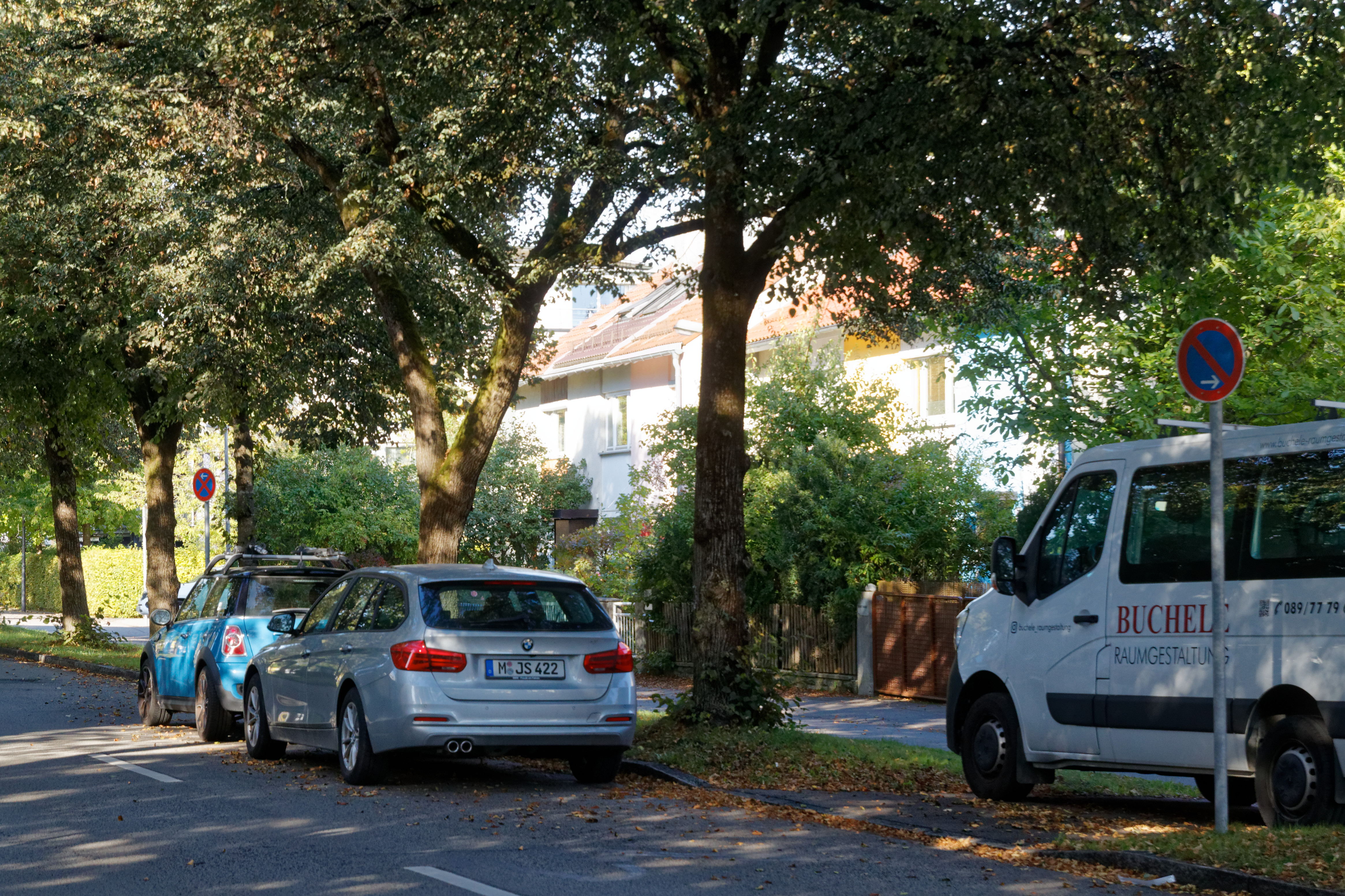
Fahrbahnverengung durch Parkstreifen

Die Forstenrieder Allee ist insgesamt etwa 3 Kilometer lang. Außerhalb des historischen Ortskern ist sie als Lindenallee angelegt, was ihrem ursprünglichen Charakter als Landstraße entspricht. Im nördlichsten Abschnitt ist noch leicht die ursprünglich erhöhte Lage der Fahrbahn auf einem Damm zu erkennen. Die Straße ist durchgehend zweispurig ausgebaut. An einigen Stellen ist sie jedoch zur Verkehrsberuhigung durch Parkstreifen auf einen Fahrstreifen verengt. Radwege gibt es westseitig im Nordteil der Allee bis zur Züricher Straße, ostseitig gegenüber von der Züricher bis zur Possenhofener Straße und im Süden von der Stadtgrenze bis Am Lehwinkel; sie sind nicht als benutzungspflichtig ausgeschildert. Südlich der Züricher Straße bis zur Fritz-Baer-Straße (westlich) bzw. ab der Kriegelsteinerstraße (östlich) sind die Fußgängerwege für den Radverkehr freigegeben, östlich für beide Richtungen.
Im historischen Ortskern liegen an der Straße einige ehemals bäuerliche Anwesen aus dem 18. und 19. Jahrhundert, unter anderem der Derzbachhof. Außerhalb des Ortskerns führt die Straße überwiegend durch eine kleinteilige Wohnbebauung aus der Zeit nach dem Zweiten Weltkrieg. In ihrem nördlichen Abschnitt wird sie auf ihrer Westseite von den Hochhauszeilen der 1960/61 errichteten Siedlung Fürstenried Ost dominiert. An ihrem Südende liegt abseits der Straße im Wald, aber mit Postadresse Forstenrieder Allee, das Forsthaus Hubertus.